# Курасики
Кура́сики (яп. 倉敷市 Курасики-си) — Центральный город в Японии, находящийся в префектуре Окаяма. Площадь города составляет 354,72 км², население — 478 591 человек (1 августа 2014), плотность населения — 1349,21 чел./км².

## Географическое положение
Город расположен на острове Хонсю в префектуре Окаяма региона Тюгоку. С ним граничат города Окаяма, Тамано, Содзя, Асакути, Сакаиде, Маругаме и посёлки Якаге, Хаясима.

## Население
Население города составляет 478 591 человек (1 августа 2014), а плотность — 1349,21 чел./км². Изменение численности населения с 1980 по 2005 годы:
| 1980 | 432 171 чел. |  |
| 1985 | 443 721 чел. |  |
| 1990 | 445 059 чел. |  |
| 1995 | 453 618 чел. |  |
| 2000 | 460 869 чел. |  |
| 2005 | 469 377 чел. |  |

## Символика
Деревом города считается камфорное дерево, цветком — глициния, птицей — обыкновенный зимородок.

## Сёги
В городе родился и вырос 15-й пожизненный мэйдзин сёги Ясухару Ояма. В память о нём, в мемориальном городском комплексе открыт Мемориальный музей Оямы, в котором каждую осень разыгрывается один из 6 главных женских титулов — Курасики тока.

## Знаменитые земляки
- Миякэ Сэйити (1926—1982) — изобретатель и общественный деятель, создатель тактильного покрытия.
- Ан Ён Хак (кор. 안영학?, 安英學?, яп. 安英学; 25 октября 1978, Курасики, префектура Окаяма, Япония) — северокорейский футболист, полузащитник.
- Тосихи́ро Ао́яма (яп. 青山 敏弘 Аояма Тосихиро, 22 февраля 1986, Курасики, Окаяма) — японский футболист, игрок клуба «Санфречче Хиросима» и сборной Японии.
- Хисако Канэмото (яп. 金元 寿子 Канэмото Хисако, род. 16 декабря 1987 года, префектура Окаяма), также известная как Дзюри Айкава (яп. 相川 寿里 Айкава Дзюри), — японская сэйю и певица.
- Киби-но Макиби, также Киби, Киби Макиби, Киби Маби и т. д. (яп. 吉備真備 Киби-но Макиби, ок. 693/695 — 3 ноября 775) — японский учёный, поэт, государственный деятель и дипломат периода Нара.
- Макико Омото (大本 眞基子 О:мото Макико, род. 1 февраля 1973, Курасики Окаяма, Япония) — японская актриса озвучивания и диктор, наиболее известная по озвучиванию Кирби в одноименной серии игр и в серии игр Super Smash Bros., Ины из игр Samurai Warriors и Warriors Orochi, а также Лин из серии игр Fire Emblem.
- Ясуха́ру Оя́ма (яп. 大山康晴 О:яма Ясухару) (13 марта 1923 года — 26 июля 1992 года) — сильнейший сёгист середины XX века, 15-й пожизненный мэйдзин, 1-й пожизненный дзюдан, 1-й пожизненный ои, 1-й пожизненный кисэй, 1-й пожизненный осё.
- Да́йсукэ Такаха́си (яп. 髙橋 大輔 Такахаси Дайсукэ, родился 16 марта 1986 года в городе Курасики, префектура Окаяма) — японский фигурист-одиночник (до сезона 2019/2020) и танцор на льду (с сезона 2020/2021).
- Кэйдзи Танака (яп. 田中 刑事 Танака Кэйдзи, род. 22 ноября 1994, Курасики) — японский фигурист, выступавший в одиночном катании.
- Дзёитиро Тацуёси (яп. 辰吉丈一郎; род. 15 мая 1970, Курасики, Окаяма) — японский боксёр, представитель легчайших весовых категорий.
- Кодзо Уно (яп. 宇野 弘蔵 Уно Кодзо:, 12 ноября 1897, Курасики, Окаяма — 22 февраля 1977, Фудзисава, Канагава) — японский экономист, считающийся одним из важнейших теоретиков в области марксистской теории стоимости.
- Киитиро Фурукава (яп. 古川 麒一郎 Фурукава Киитиро:) — японский астроном и первооткрыватель астероидов, работавший в Национальной астрономической обсерватории Японии, также известный как Киитиро Хурукава.
- Эми Хираи (яп. 平井 絵己 Хираи Эми, род. 14 октября 1986, Курасики) — японская фигуристка, выступавшая в танцах на льду.
- Хитоси Ямакава (яп. 山川 均 Ямакава Хитоси, 20 декабря 1880 — 23 марта 1958) — японский революционный социалист, игравший важную роль в основании Коммунистической партии Японии в 1922 году, а затем бывший основателем Рабоче-крестьянской фракции (Роно-ха) — группы марксистских мыслителей, не согласных с линией Коминтерна.

## Города-побратимы
- Санкт-Пёльтен, Австрия (1957)
- Канзас-Сити, США (1972)
- Крайстчерч, Новая Зеландия (1973)
- Чжэньцзян, Китай (1997)